# Cito-Fahrradwerke

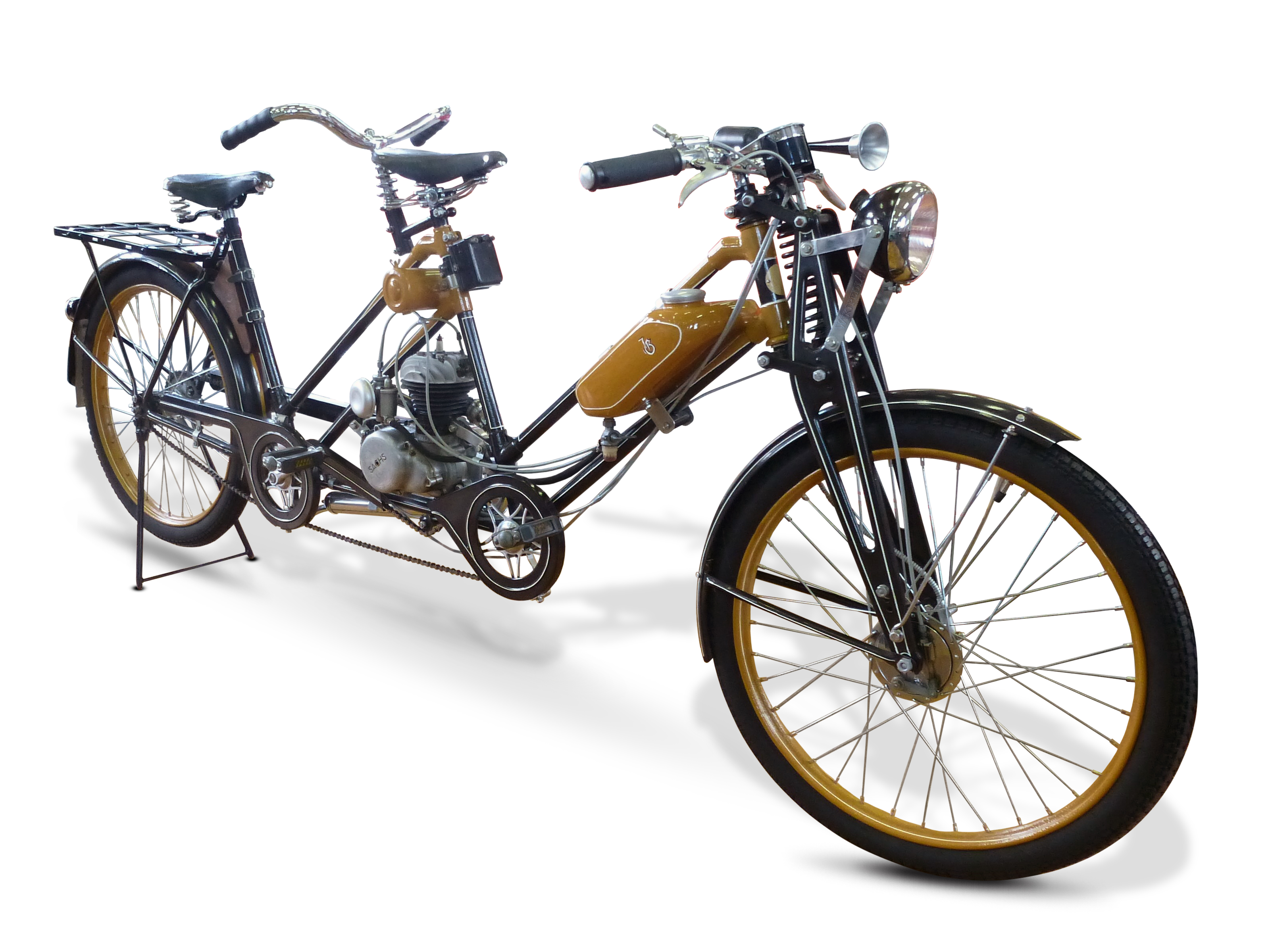
Motorrad von Cito

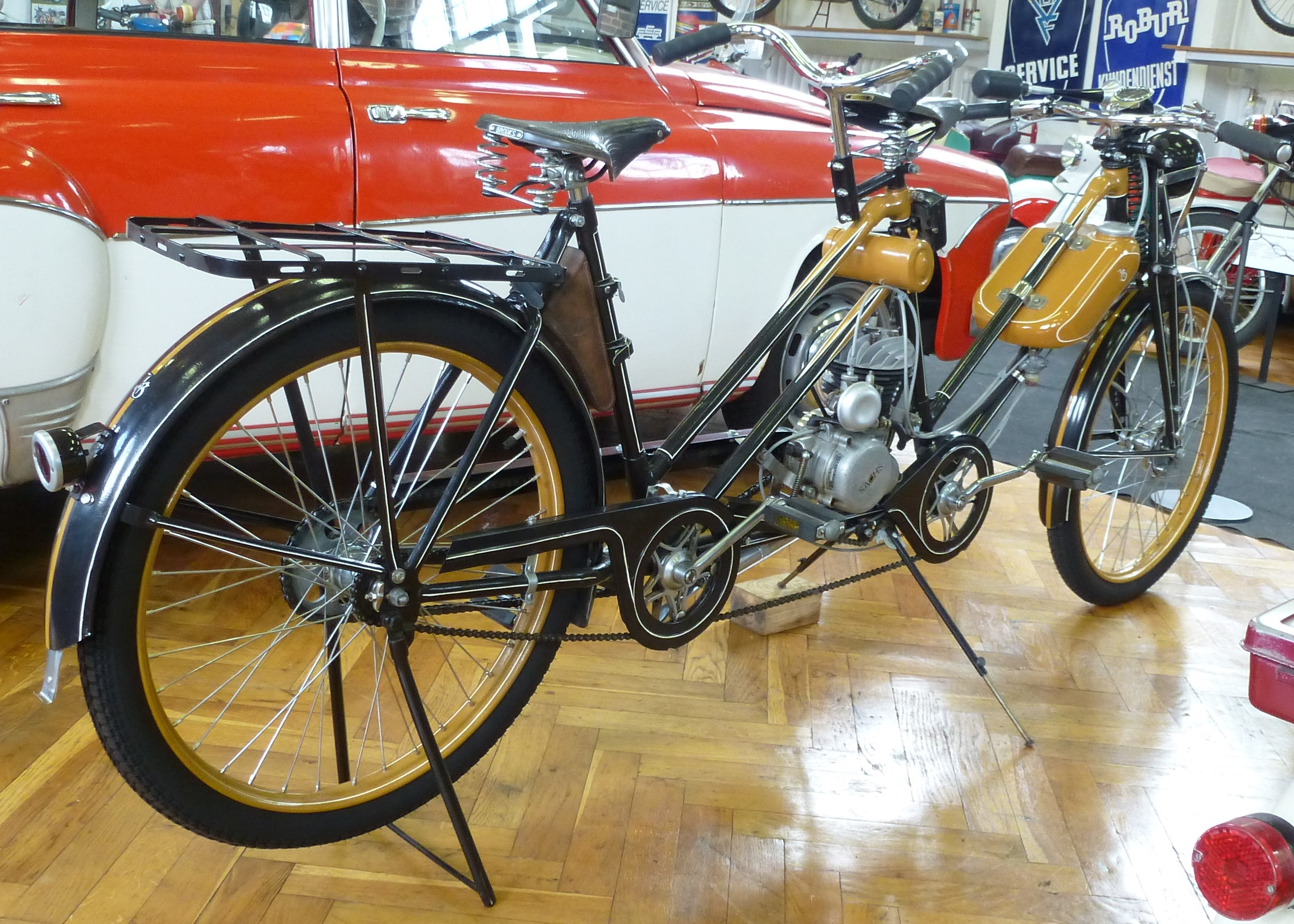
Mit zwei Sitzen

Die Cito-Fahrradwerke A.-G. war ein Fahrrad-, Motorrad- und Automobilhersteller, der in Köln-Sülz beheimatet war.

## Geschichte
Neben Allright war das Unternehmen „Cito“ das bedeutendste Kölner Pionierunternehmen im Zweiradbau; es wurde 1896 gegründet. Das Unternehmen setzte besonders auf innovative Produktentwicklung wie etwa das „Mikron“-Pedalgetriebe, das aufgrund neuartiger Ringkugellager nahezu wartungsfrei war. 1899 wurde das Unternehmen in eine Aktiengesellschaft umgewandelt. Im Jahr 1900 präsentierte „Cito“ einen Motorwagen, und 1902 wurde die künftige Produktion von Motorzweirädern angekündigt, von denen schon Prototypen entwickelt worden waren. Die Motoren für die Motorräder mit der Bezeichnung „Fafnir“ bezog „Cito“ von den Aachener Stahlwerken. Cito fertigte auch das Omnimobil.
Der Automobilbau von „Cito“ wurde 1910 wegen Unrentabilität eingestellt, und man konzentrierte sich in den folgenden Jahren auf den Bau von Fahr- und Motorrädern. Während des Ersten Weltkriegs wurden Produkte für die Reichswehr gefertigt. Ab 1919 ging ein neues Motorrad-Modell in Produktion. 1922 fusionierten die „Cito-Fahrradwerke“ mit dem thüringischen Unternehmen Krieger-Gnädig, im Jahr darauf kam jedoch aufgrund der galoppierenden Inflation das Aus. „Cito“ wurde von den Köln-Lindenthaler Metallwerken übernommen. Deren Hauptaktionärin, die „Rheinische Handelsgesellschaft“, verkaufte das Gelände von „Cito“ an der Luxemburger Str. in Köln-Sülz an Daimler-Benz. Einige Cito-Modelle wurden unter der Marke „Allright“ weitergebaut.

## Produkte
1905 wurde die Fertigung von Motorrädern aufgenommen, die mit Fafnir-Einbaumotoren ausgestattet waren. Ab 1906 wurden auch Personenwagen gebaut.
Das Citomobil hatte einen Zweizylinder-Blockmotor von Fafnir vorne eingebaut, der aus 704 cm³ eine Leistung von 6–8 PS (4,4–5,9 kW) bei 1800 min−1 schöpfte. Die Motorkraft wurde über eine Lederkonuskupplung und ein Dreiganggetriebe per Kette an die differenziallose Hinterachse weitergeleitet. Der zwei- oder viersitzige Tourenwagen besaß einen Radstand von 2250 mm, ein Leergewicht von 400 kg und erreichte eine Höchstgeschwindigkeit von 50 km/h.
1907 wurde dieser Wagen vom Modell A abgelöst. Dessen Zweizylindermotor von Aster hatte einen Hubraum von 1648 cm³ und lieferte 14 PS (10,3 kW) bei 1400 min−1, die über eine Kardanwelle an die Hinterräder weitergeleitet wurden. Der Radstand des viersitzigen Phaeton betrug 2750 mm und dieser 8/16-PS-Wagen war 60 km/h schnell.
Auch Fahrzeuge mit 6/10 PS, 10/16 PS und 15/24 PS wurden gebaut. Wegen mangelnden Absatzes wurde der Automobilbau bei Cito 1909 eingestellt.